# Carmen Mc Evoy
Carmen Mc Evoy Carreras (Bellavista, Callao, 15 de septiembre de 1956) es una historiadora peruana, cuyo tema central de estudio es la historia política e intelectual de su país desde la fundación de la República hasta la Guerra del Pacífico. 

## Biografía
Hija de Roberto Mc Evoy Donohue y de Lida Carreras, Carmen Mc Evoy estudió en el Colegio San Antonio de las Siervas del Corazón Inmaculado de María (IHM) ubicado en su localidad natal, Bellavista, Callao.
Ingresó en la Universidad Femenina del Sagrado Corazón (Lima), donde obtuvo el grado de bachiller en Educación 1983; Continuó su educación superior con un posgrado en la Pontificia Universidad Católica del Perú que en 1989 le dio el título de magíster en Historia con su tesis Manuel Pardo, pensamiento y proyecto político: aproximación hacia un intento de modernización en el Perú (en 1994 sería publicada con el título Un proyecto nacional en el siglo xix. Manuel Pardo y su visión del Perú bajo el sello editorial de esa casa de estudios) y otra maestría, esta vez en Historia Latinoamericana en la Universidad de California en San Diego; su PhD en la misma especialidad lo obtuvo allí mismo con la tesis The Republican Utopia: Ideals and Realities in the Formation of the Peruvian Political Culture en esa misma universidad (fue traducida al español en 1997).
Ha publicado artículos especializados en diversos medios como la revista Histórica del departamento de Humanidades de la Católica, el Boletín del Instituto Riva Agüero, Revista de Indias y otras. Sus libros, editados en Perú y alguno también en Chile, han versado sobre la historia republicana del Perú y sus relaciones con los países vecinos. 
Sus investigaciones se centran en el republicanismo, el Partido Civil, la cultura política del Perú en el siglo XIX, las guerras internas de las primeras dos décadas de la historia republicana nacional, los epistolarios de los generales que dirigieron dichas contiendas y la percepción de la guerra fratricida entre el Perú y Chile conocida bajo el nombre de Guerra del Pacífico (1879-1883).
Miembro del Instituto Riva-Agüero, suele escribir para la sección de Opinión del diario El Comercio sobre temas de interés de la historia republicana del Perú, relacionándolos a veces con temas de actualidad noticiosa.
En julio de 2017 fue nombrada embajadora del Perú en Irlanda y en enero del años siguiente presentó sus cartas credenciales al presidente Michael D. Higgins. Como jefa de la misión diplomática, se encargó de abrir las primeras oficinas de la representación del Perú en Dublín. Dejó el cargo a inicios de 2019.
En septiembre de 2018 fue designada presidenta del Consejo Consultivo del Ministerio de Cultura para las actividades por el bicentenario de la Independencia del Perú. 
Ha ejercido la docencia en diversas universidades como la de San Diego (1989-1995), Católica del Perú (1996-1999) y en la de Sewanee (en), ubicada en esa ciudad de Tennessee; 1995 en adelante).

## Obras
- Manuel Pardo, pensamiento y proyecto político: aproximación hacia un intento de modernización en el Perú, tesis de maestría en Historia; Lima: Pontificia Universidad Católica del Perú, 289 pp
- Un proyecto nacional en el siglo XIX. Manuel Pardo y su visión del Perú, Lima: Pontificia Universidad Católica del Perú, 1994
- «El motín de las palabras: la caída de Bernardo Monteagudo y la forja de la cultura política limeña (1821-1822)» en: Boletín del Instituto Riva Agüero, n.º 23 (1996), pp. 89-139
- «El legado castillista» en Histórica, vol. 20, n.º 2 (1996), pp. 211-241; Lima: Pontificia Universidad Católica del Perú
- La utopía republicana: ideales y realidades en la formación de la cultura política peruana (1871-1919); Lima: Pontificia Universidad Católica del Perú, 1997
- «La experiencia republicana: política peruana 1871-1878» en Ciudadanía política y formación de las naciones: perspectivas históricas de América Latina; Hilda Sabato, coordinadora. México D.F.: El Colegio de México: Fideicomiso de Historia de las Américas, Fondo de Cultura Económica, 1999 (pp. 253-269; reimpresión 2002)
- Forjando la nación. Ensayos de historia republicana (Lima: Pontificia Universidad Católica del Perú / Instituto Riva-Agüero & The University of the South, Sewanee, 1999. Contiene: «Estampillas y votos: el rol del correo político en una campaña electoral decimonónica» (pp. 119-168)
- «Bella Lima ya tiemblas llorosa del triunfante chileno en poder: una aproximación a los elementos de género en el discurso nacionalista chileno» en El hechizo de las imágenes: estatus social, género y etnicidad en la historia peruana, Narda Henríquez (compiladora); Lima: Pontifica Universidad Católica del Perú 2000; pp. 195-222 (también en: Salomón Lerner Febres. Homenaje a Félix Denegri Luna. Lima: Pontificia Universidad Católica del Perú, 2000. pp. 469-490)
- «De plumas, impurezas historiográficas y democracias bastardas: a propósito de una reseña» en Histórica, vol. 24, n.º 1, pp. 183-195; Lima: Pontificia Universidad Católica del Perú, 2000
- Juan Espinosa. Diccionario para el pueblo, estudio preliminar y edición de Carmen Mc Evoy Carreras; Lima: Pontificia Universidad Católica del Perú (Instituto Riva -Agüero) [&] University of The South-Sewanee, 2001
- «Seríamos excelentes vasallos, y nunca ciudadanos: prensa republicana y cambio social en Lima (1791-1822)» en: Margarita Guerra Martinière, Oswaldo Holguín Callo, y César Gutiérrez Muñoz. Sobre el Perú: homenaje a José Agustín de la Puente Candamo, vol. 2, pp. 825-862; Lima: Pontificia Universidad Católica del Perú Fondo Editorial y Facultad de Letras y Ciencias Humanas, 2002
- «Estudio preliminar» en: José Arnaldo Márquez: Recuerdos de un Viaje a los Estados Unidos de América del Norte, Lima: Universidad Nacional Mayor de San Marcos Fondo Editorial (serie Clásicos Sanmarquinos) [&] Cofide, 2003
- La huella republicana liberal en el Perú. Manuel Pardo. Escritos fundamentales, estudio preliminar, recopilación y notas de Carmen Mc Evoy. Lima: Fondo Editorial del Congreso del Perú, 2004
- La experiencia burguesa en el Perú, 1840-1940, Frankfurt am Main: Vervuert [&] Madrid: Iberoamericana, 2004; 503 pp. Contiene: «Familia, fortuna y poder: rupturas y continuidades en un experimento burgués limeño (1858-1878)», pp. 57-78
- «Periodo 1851-1875» en José Antonio del Busto Duthurburu: Historia cronológica del Perú, Lima, 2006
- Funerales republicanos en América del Sur: tradición, ritual y nación, Santiago de Chile, 2006
- «Chile en el Perú: guerra y construcción estatal en Sudamérica, 1881-1884» en Revista de Indias, vol. 66, n.º 236 (ene-abr. 2006), pp. 195-216
- Homo politicus: Manuel Pardo y los dilemas de la política peruana, 1871-1878, 2007
- La república peregrina. Hombres de armas y letra en América del Sur, 1800-1884; Carmen Mc Evoy & Ana María Stuven, editoras. Lima: Instituto Francés de Estudios Andinos & IEP Instituto de Estudios Peruano, 2007. Contiene: «¿República nacional o república continental?: el discurso republicano durante la Guerra del Pacífico, 1879-1884» (pp. 531-562)
- «Chile en el Perú: política, economía y sociedad en los tiempos de la ocupación (1881-1884)» en La Guerra del Pacífico: apuntes para repensar su historia; José Chaupis Torres y Emilio Rosario compiladores; Lima: Universidad Nacional Mayor de San Marcos, Facultad de Ciencias Sociales, 2007, pp. 187-215
- Intelectuales y poder: Ensayos en torno a la república de las letras en el Perú e Hispanoamérica (siglos XVI al XX); Carlos Aguirre y Carmen Mc Evoy editores. Lima: Instituto Francés de Estudios Andinos IFEA, Pontifica Universidad Católica del Perú Instituto Riva Agüero, 2008. Contiene: «Una sola gran ciudad: la tradición letrada en la obra de Francisco García Calderón» (pp. 303-333)
- «Prólogo» en Valentín Paniagua: Manuel Pardo y el Partido Civil, apogeo y crisis del primer partido político en el Perú; Lima: Fondo Editorial del Congreso del Perú. 2009. págs. 13-26
- Homo politicus: Manuel Pardo, la política peruana y sus dilemas, 1871-1878; Lima: Oficina Nacional de Procesos Electorales ONPE, Pontifica Universidad Católica del Perú Instituto Riva Agüero, Instituto de Estudios Peruanos, 2010. 378 pp
- Armas de persuasión masiva: retórica y ritual en la Guerra del Pacífico; Santiago de Chile: Centro de Estudios Bicentenarios, 2010
- Soldados de la República. Guerra, correspondencia y memoria en el Perú (1830-1844) (Agustín Gamarra, Luis José de Orbegoso, Andrés de Santa Cruz, Domingo Nieto, Ramón Castilla, [y] diversos personajes civiles y militares); tomos 1 Agustín Gamarra, Luis José de Orbegoso, Andrés de Santa Cruz [y] Domingo Nieto y tomo 2 Ramón Castilla y diversos personajes civiles y militares. Compilación, estudio preliminar y proemio de Carmen Mc Evoy & José Luis Rénique. Lima: Fondo Editorial del Congreso del Perú, 2010
- Guerreros civilizadores. Política, sociedad y cultura en Chile durante la guerra del Pacífico. Lima & Santiago de Chile, 2011 (Primera reimpresión: Santiago de Chile: Ediciones Universidad Diego Portales, 2013)
- «No una sino muchas repúblicas: una aproximación a las bases teóricas del republicanismo peruano, 1821-1834» en Revista de Indias, vol. 71, n.º 253 (sep.-dic. 2011), pp. 759-791 [temas que se tratan: José Faustino Sánchez Carrión, Hipólito Unanue, José Gregorio de Paredes, Domingo Nieto, Sociedad Patriótica de Lima]
- En el nudo del Imperio. Independencia y democracia en el Perú, Carmen Mc Evoy, Mauricio Novoa & Elías Palti, editores; Lima: IFEA Instituto Francés de Estudios Andinos & IEP Instituto de Estudios Peruanos, 2012
- Contra-historia del Perú: ensayos de historia política peruana; Carmen Mc Evoy... (et al.). Eduardo Dargent [&] José Ragas compiladores. Lima: MITIN 2012 156 pp.
- «La república en armas: política, ciudadanía armada y elecciones en el Perú, 1871-1872» en Elecciones, vol. II, n.º 12 (ene.-dic. 2012), pp. 265-298
- En pos de la República. Ensayos de historia política e intelectual, Lima: Centro de Estudios Bicentenario, Municipalidad Metropolitana de Lima. & Asociación Cultural Antonio Raimondi, 2013
- «La vida política» en: Carlos Contreras Carranza, Perú. Tomo 2. 1830/1880. La construcción nacional (serie América Latina en la historia contemporánea), Madrid: Fundación Mapfre / Taurus, 2014
- La guerra maldita. Domingo Nieto y su correspondencia (1834-1844); tomos I y II; Lima: Biblioteca Nacional del Perú, 2015; editado simultáneamente por: Lima: Ministerio de Cultura